# Kübassaare
Kübassaare est un village d'Estonie situé dans la commune de Saaremaa (jusqu'en octobre 2017 commune de Pöide) du comté de Saare. Un phare du même nom s’y trouve.

## Galerie

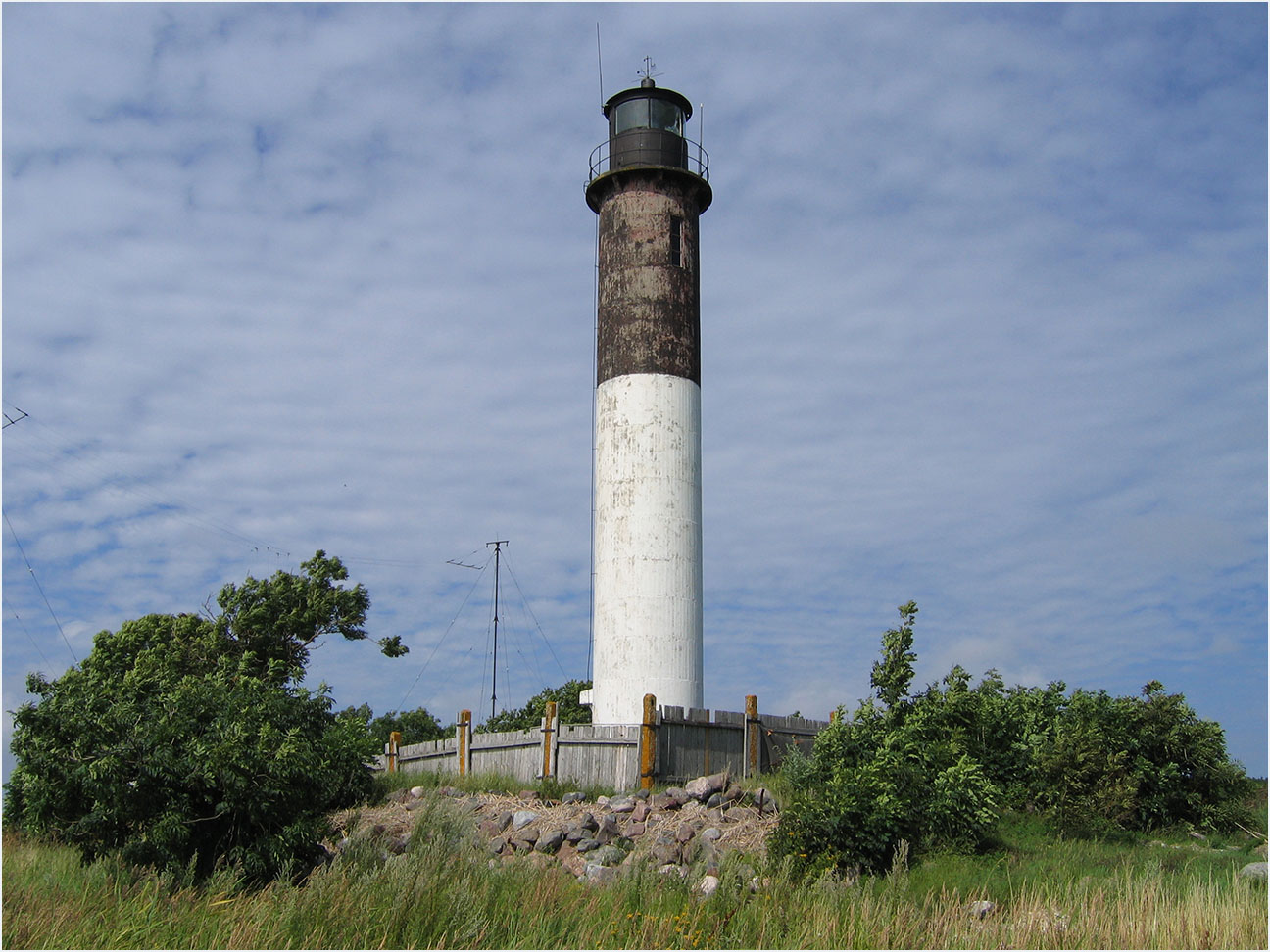
Le phare.
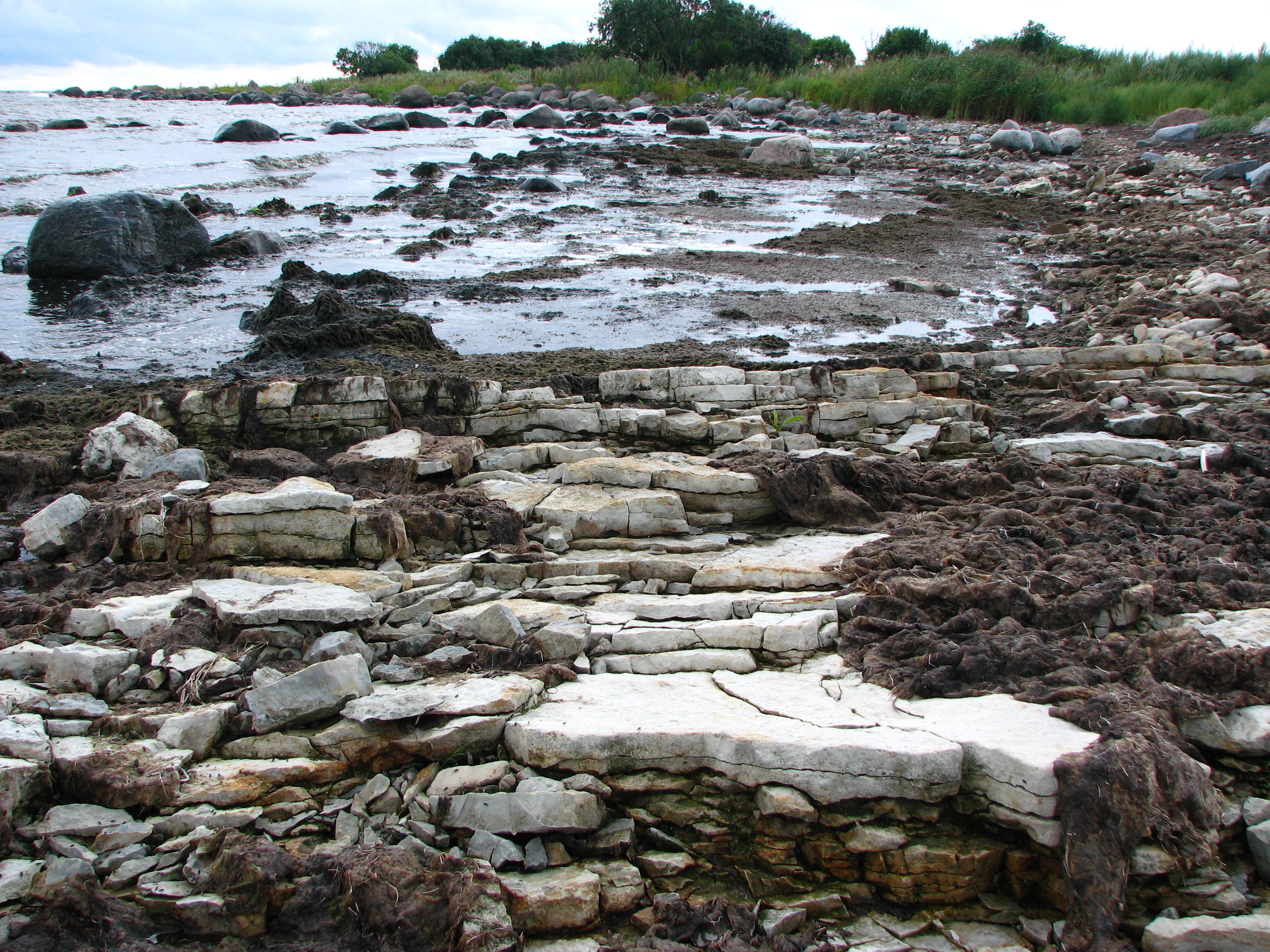
La côte.
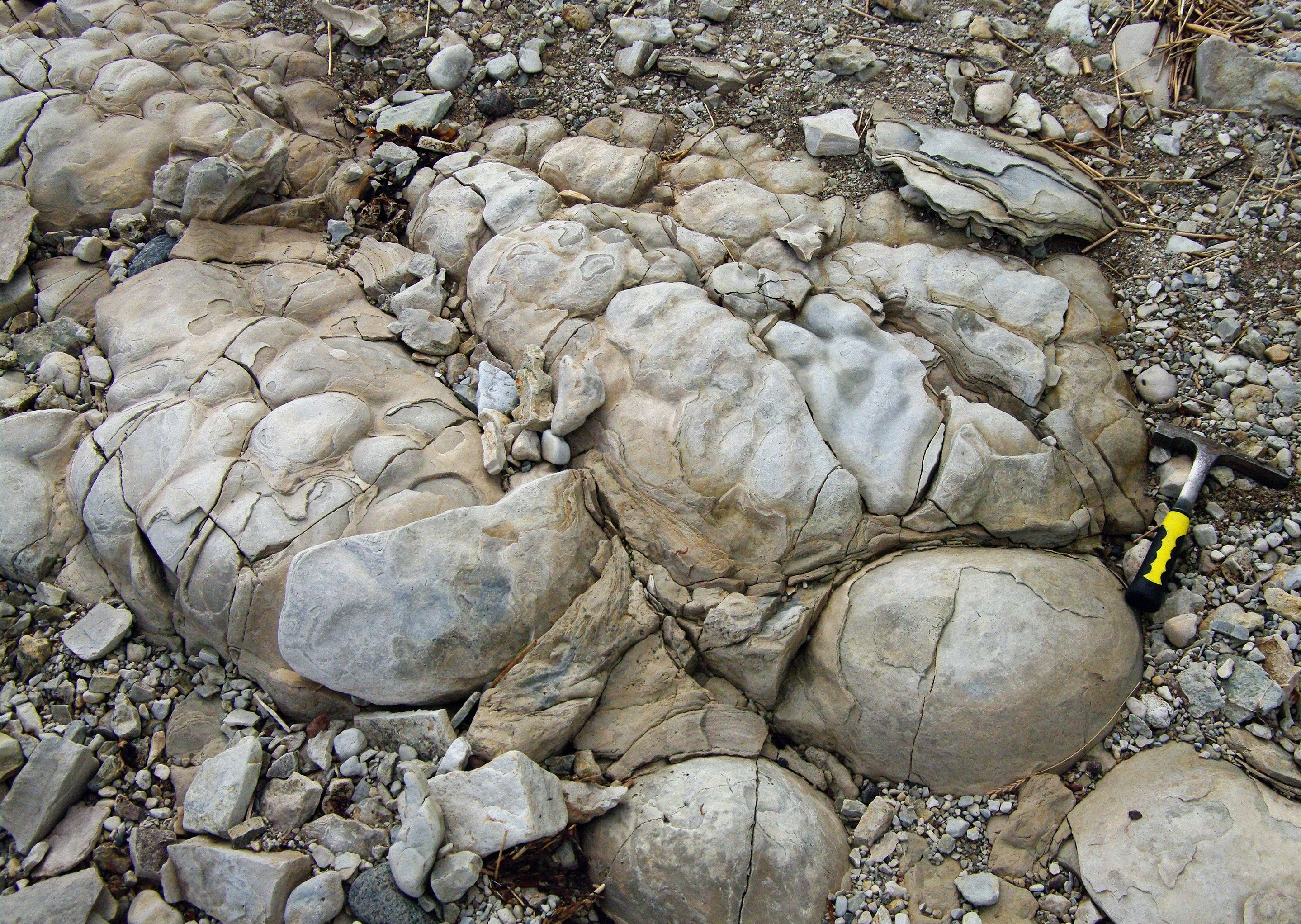
Stromatolithe